# كوالالمبور سيتي
كوالالمبور سيتي هو نادي كرة قدم ماليزي من مدينة كوالالمبور يلعب في دوري السوبر الماليزي،تأسس النادي في 1974.